# Blepharita insulicola
Blepharita insulicola là một loài bướm đêm trong họ Noctuidae.